# Ragazze elettriche
Ragazze elettriche (The Power) è un romanzo di fantascienza del 2016 di Naomi Alderman.

## Storia editoriale
Nel giugno 2017 il romanzo ha vinto il Women's Prize for Fiction. Il romanzo è stato anche inserito nella lista dei 10 migliori libri dell'anno del The New York Times.

## Trama
La storia narrata viene presentata come un manoscritto storico sul XXI secolo scritto in un futuro imprecisato, cinquemila anni dopo. Lo scrittore è Neil Adam Armon, membro della "Men' Writer's Association", che propone l'opera a un'altra autrice di nome Naomi Alderman per una lettura anticipata, presentandola come una ricerca storica sugli eventi che avrebbero portato a una catastrofe chiamata Cataclisma. 
In un XXI alternativo, giovani ragazze in tutto il mondo iniziano a sviluppare la capacità di produrre elettricità dalle dita grazie a un organo chiamato "matassa", situato intorno alla clavicola e presente quasi esclusivamente nelle donne; le donne più giovani possono risvegliare il potere delle donne più grandi. Il romanzo segue le vicende di un gruppo di persone provenienti da varie parti del mondo, e sulle conseguenze del manifestarsi del potere che ribalta i ruoli di potere tra uomini e donne.
Roxy, una ragazza inglese di quattordici anni figlia illegittima di un boss del crimine, sviluppa per la prima volta il potere quando due criminali di una gang rivale del padre uccidono sua madre davanti a lei. Tunde, un giovane aspirante giornalista nigeriano, inizia a farsi largo nel settore filmando e vendendo riprese di donne che iniziano a usare i poteri elettrici. Margot, una sindaca ambiziosa, scopre che sua figlia adolescente Jocelyn fatica a controllare il suo potere e le fa risvegliare il suo, pur dovendolo tenere nascosto per non mettere a rischio la propria posizione politica. Allie, un'adolescente orfana affidata a una coppia fortemente religiosa, subisce regolarmente abusi sessuali da parte dell'uomo, e inizia a sentire una misteriosa "Voce" che promette di guidarla a fare grandi cose. Sfrutta il suo neonato potere per uccidere l'uomo all'ennesima aggressione e scappa di casa, trovando rifugio in un convento dove si fa chiamare "Eve".
Molte donne che vivono sotto regimi repressivi come l'Arabia Saudita organizzano proteste e rivolte per riaffermare la propria libertà; Tunde, grazie alla sua rinomata reputazione, ottiene accessi privilegiati per documentare i crescenti tumulti in prima persona. Allie scopre di poter usare i suoi poteri per sopprimere temporaneamente dolori o problemi fisici e, spacciandoli per miracoli, diventa la leader di un movimento religioso matriarcale reinterpretato. Roxy, con il padre e i fratellastri, uccide il mandante degli assassini di sua madre, dopodiché viene mandata in America per un po' al fine di nascondersi. Si incontra con Allie, la quale viene a sapere dalla voce che Roxy è una "guerriera" mandata per la sua causa. Roxy approva la causa di Allie e, insieme, respingono dei poliziotti venuti a far sgombrare il convento. Margot lancia la proposta di campi di addestramento per ragazze che vogliono imparare a usare i loro poteri, sfruttando l'approvazione delle sue misure per lanciare una campagna per la carica di governatore. Nonostante manifesti i suoi poteri attaccando il suo avversario pubblicamente, la dimostrazione di forza trova riscontro negli elettori, permettendole di diventare prima governatrice e poi senatrice.
Le donne precedentemente vittime di tratta in Moldavia si liberano, uccidono i loro aguzzini e formano dei gruppi paramilitari. Tatiana, moglie del presidente moldavo, presumibilmente uccide il marito facendola passare per morte naturale e prende il controllo del Paese. Dopo un colpo di stato militare, fonda a sud uno stato filo-femminile chiamato Bessapara, mentre a nord le si oppone un esercito ribelle finanziato da uomini emarginati. Tunde, mentre si trova in India a documentare la situazione, viene attaccato e quasi stuprato da una donna. Roxy torna in Inghilterra e inizia a contrabbandare una droga chiamata "Glitter", che aumenta il potere delle donne. Scopre che la morte della madre è in realtà stata orchestrata dal padre; decide di non ucciderlo, ma lo obbliga a ritirarsi e prende il controllo dell'organizzazione criminale con suo fratellastro Darrell come secondo in comando.
Eve porta il suo seguito a Bessapara, dove diventa una consigliata fidata di Tatiana. Margot usa la sua influenza politica e la sua rete di campi di addestramento pubblico-privati per formare soldatesse che combattano a Bessapara e in altri conflitti, rifornite di Glitter da Roxy. Mentre la guerra infuria, il governo di Tatiana diventa instabile e paranoico, limitando in modo sempre più drastico i diritti civili degli uomini. Tunde, per continuare a riprendere la situazione, rifiuta di essere espulso dal Paese con altri giornalisti e decide di mettersi in proprio, inviando le sue ricerche e la sua documentazione a una sua collega fidata, Nina; assiste in prima persona alle atrocità commesse contro gli uomini. Roxy cade in un'imboscata di Darrell e del padre, i quali le rimuovono la matassa per trapiantarla in Darrell, nella speranza di dare via a un traffico di matasse da inserire negli uomini; Roxy riesce a fuggire e viene data per morta, mentre Darrell prende il controllo del traffico di glitter a Bessapara. 
Con l'inasprirsi della situazione, Tunde cerca di fuggire dal Paese ma scopre di essere stato dichiarato morto e che Nina ha pubblicato il suo lavoro giornalistico spacciandolo per proprio. Tunde viene catturato da alcune donne e salvato da Roxy, che accetta di aiutarlo a scappare dal Paese. Si nascondono in un campo profughi, ma sono costretti a fuggire quando delle donne fanno irruzione per stuprare, torturare e uccidere uomini e bambini, oltre che le donne che cercano di opporsi loro. L'esperienza porta Tunde e Roxy a legare, poi Roxy fa uscire Tunde dal Paese clandestinamente, mentre Roxy rimane per recuperare la sua matassa. 
Eve usa il suo potere per far apparentemente suicidare Tatiana, ormai troppo instabile per gestire Bessapara, e prende il controllo del Paese. Jocelyn viene apparentemente "curata" dalla sua difficoltà nel gestire il potere da Eve e va a Bessapara come mercenaria privata per scoprire se Margot sia coinvolta nel traffico di Glitter; Darrell la scambia per una spia e la ferisce gravemente usando il potere della matassa di Roxy, ma le donne sotto il suo comando, nell'assistere all'accaduto, lo linciano. Dopo aver scoperto che la sua madre adottiva giustifica gli abusi commessi contro di lei ritenendo che facesse parte del "piano divino", la disillusa Allie decide di continuare la guerra, progettando di far degenerare la situazione con un conflitto globale devastante che riporterà l'umanità all'età della pietra, per poi ricostruirla sotto l'egemonia femminile. Anche Margot, devastata da quanto successo a Jocelyn, spinge il presidente americano a sostenere Bessapara, permettendo il cataclisma globale.
Viene fatto intendere tramite la cornice narrativa che la volontà di Allie si sia avverata e che la storia umana si sia ripetuta con la predominanza delle donne sugli uomini. Naomi ridicolizza il lavoro di Neil dicendogli che, nonostante il grande impegno dell'opera, risulta troppo inverosimile l'idea di una società e di eserciti composti da uomini. Suggerisce a Neil di pubblicare il libro con uno pseudonimo femminile per avere più successo.

## Opere derivate
Nel 2019 è stato annunciato che il romanzo sarebbe stato adattato in una serie televisiva distribuita dal 31 marzo 2023 su Prime Video.

## Edizioni
- Naomi Alderman, Ragazze elettriche, Narrativa, Nottetempo, 2017,  p. 446, ISBN 978-88-7452-675-8.